# Паула Іван
Паула Іван (рум. Paula Ivan; нар. 20 липня 1963, Херешть, Румунія) — румунська легкоатлетка, що спеціалізується на бігу на середні дистанції, олімпійська чемпіонка 1988 року та срібна призерка Олімпійських ігор 1988 року.

## Кар'єра
| Рік                 | Змагання                      | Місто                | Місце               | Дисципліна          | Примітки            |
| Представник Румунія | Представник Румунія           | Представник Румунія  | Представник Румунія | Представник Румунія | Представник Румунія |
| ------------------- | ----------------------------- | -------------------- | ------------------- | ------------------- | ------------------- |
| 1984                | Чемпіонат світу з кросу       | Нью-Йорк, США        | 34                  | крос                | 16:50               |
| 1985                | Чемпіонат світу з кросу       | Лісабон, Португалія  | 34                  | крос                | 16:06               |
| 1986                | Чемпіонат світу з кросу       | Невшатель, Швейцарія | 28                  | крос                | 17:12               |
| 1986                | Чемпіонат Європи              | Штутгарт, ФРН        | забіги              | 1500 метрів         | 4:10.64             |
| 1987                | Чемпіонат світу з кросу       | Варшава, Польща      | 9                   | крос                | 17:12               |
| 1987                | Універсіада                   | Загреб, Югославія    | 1                   | 1500 метрів         | 4:01.32             |
| 1987                | Універсіада                   | Загреб, Югославія    | 1                   | 3000 метрів         | 8:53.61             |
| 1987                | Чемпіонат світу               | Рим, Італія          | забіги              | 1500 метрів         | 4:09.28             |
| 1987                | Чемпіонат світу               | Рим, Італія          | забіги              | 3000 метрів         | 8:51.20             |
| 1988                | Олімпійські ігри              | Сеул, Південна Корея | 1                   | 1500 метрів         | 3:53.96             |
| 1988                | Олімпійські ігри              | Сеул, Південна Корея | 2                   | 3000 метрів         | 8:27.15             |
| 1989                | Чемпіонат Європи в приміщенні | Гаага, Нідерланди    | 1                   | 1500 метрів         | 4:07.813            |
| 1989                | Універсіада                   | Дуйсбург, Німеччина  | 1                   | 1500 метрів         | 4:13.58             |
| 1989                | Універсіада                   | Дуйсбург, Німеччина  | 1                   | 3000 метрів         | 8:44.09             |